# Pablo Sebastián Portela
Pablo Sebastián Portela (nascido em 21 de junho de 1980) é um handebolista argentino. Integrou a seleção argentina que ficou em décimo lugar nos Jogos Olímpicos de Verão de 2016 no Rio de Janeiro. Atua como pivô e joga pelo clube Colegio Ward. Foi medalha de ouro nos Jogos Pan-Americanos de 2011 e prata em 2015.